# Среднє Брдо
Среднє Брдо (словен. Srednje Brdo) — поселення в общині Гореня вас-Поляне, Горенський регіон, Словенія. Висота над рівнем моря: 520,5 м.